# Deutsche Schwimmmeisterschaften 2022
Die 133. Deutschen Meisterschaften im Schwimmen fanden im Rahmen der Finals vom 23. bis 26. Juni 2022 zum 18. Mal in Folge in der Schwimm- und Sprunghalle im Europasportpark Berlin statt und wurden vom Deutschen Schwimm-Verband organisiert. Es wurden in 43 Wettkämpfen Titel vergeben.

## Teilnehmer
Startberechtigt auf den Einzelstrecken waren in der Offenen Klasse und in der Junioren-Wertung (Jg01/02w und Jg00/01m), nur die Sportler, die im Qualifikationszeitraum in der „Bestenliste“ des DSV die Qualifikationszeiten erreichten.
Es waren insgesamt 483 Schwimmer aus 144 Vereinen waren für 1285 Einzelstarts und 169 Staffeln angemeldet. Mit 20 Aktiven stellte die SV Nikar Heidelberg die zahlenmäßig größte Mannschaft.

## Deutsche Meister
| Disziplin                | Männer                                                                              | Männer                                                                              | Männer                                                                              | Frauen                                                                              | Frauen                                                                              | Frauen   |
| Disziplin                | Name                                                                                | Verein                                                                              | Zeit                                                                                | Name                                                                                | Verein                                                                              | Zeit     |
| 050 m Freistil           | Artem Selin                                                                         | SC Wiesbaden 1911                                                                   | 22,37                                                                               | Nina Sandrine Jazy                                                                  | SG Essen                                                                            | 25,23    |
| 100 m Freistil           | Rafael Miroslaw                                                                     | SG HT16 Hamburg                                                                     | 48,57                                                                               | Julia Mrozinski                                                                     | SC Wiesbaden 1911                                                                   | 55,49    |
| 200 m Freistil           | Timo Sorgius                                                                        | SSG Leipzig                                                                         | 1:48,31                                                                             | Julia Mrozinski                                                                     | SC Wiesbaden 1911                                                                   | 1:59,01  |
| 400 m Freistil           | Sven Schwarz                                                                        | W98 Hannover                                                                        | 3:48,07                                                                             | Julia Mrozinski                                                                     | SC Wiesbaden 1911                                                                   | 4:11,31  |
| 800 m Freistil           | Mahmoud Ahmed                                                                       | Sport-Union Neckarsulm                                                              | 8:02,29                                                                             | Isabel Gose                                                                         | SC Magdeburg                                                                        | 8:28,36  |
| 1500 m Freistil0         | Sven Schwarz                                                                        | Waspo 98 Hannover                                                                   | 14:55,82                                                                            | Sarah Wellbrock                                                                     | SG Frankfurt                                                                        | 16:29,25 |
| 050 m Brust              | Melvin Imoudu                                                                       | Potsdamer SV                                                                        | 27,22                                                                               | Nele Schulze                                                                        | SG Neukölln Berlin                                                                  | 31,29    |
| 100 m Brust              | Melvin Imoudu                                                                       | Potsdamer SV                                                                        | 1:00,21                                                                             | Nele Schulze                                                                        | SG Neukölln Berlin                                                                  | 1:08,11  |
| 200 m Brust              | Marco Koch                                                                          | SG Frankfurt                                                                        | 2:14,17                                                                             | Anna Elendt                                                                         | SG Frankfurt                                                                        | 2:27,28  |
| 050 m Rücken             | Alexander Bauch                                                                     | DSW 1912 Darmstadt                                                                  | 25,34                                                                               | Laura Riedemann                                                                     | SV Halle / Saale                                                                    | 28,75    |
| 100 m Rücken             | Cornelius Jahn                                                                      | Ahrensburger TSV                                                                    | 55,17                                                                               | Laura Riedemann                                                                     | SV Halle / Saale                                                                    | 1:01,32  |
| 200 m Rücken             | Cornelius Jahn                                                                      | Ahrensburger TSV                                                                    | 2:00,04                                                                             | Sonnele Öztürk                                                                      | Wasserfreunde Spandau 04                                                            | 2:13,08  |
| 050 m Schmetterling      | Luca Nik Armbruster                                                                 | SG Neukölln Berlin                                                                  | 23,59                                                                               | Ira Helene Hünnbeck                                                                 | Potsdamer SV                                                                        | 26,82    |
| 100 m Schmetterling      | Tobias Schulrath                                                                    | SGS Hamburg                                                                         | 52,93                                                                               | Angelina Köhler                                                                     | Hannover 96                                                                         | 57,91    |
| 200 m Schmetterling      | David Thomasberger                                                                  | SSG Leipzig                                                                         | 1:57,17                                                                             | Marie Brockhaus                                                                     | SV Nikar Heidelberg                                                                 | 2:13,86  |
| 200 m Lagen              | Marius Zobel                                                                        | SC Magdeburg                                                                        | 2:02,15                                                                             | Zoe Vogelmann                                                                       | SV Nikar Heidelberg                                                                 | 2:14,30  |
| 400 m Lagen              | Cedric Büssing                                                                      | SG Essen                                                                            | 4:18,49                                                                             | Zoe Vogelmann                                                                       | SV Nikar Heidelberg                                                                 | 4:44,79  |
| 4 × 100 m Freistil       | SC Wiesbaden 1911 Artem Selin, Bohda Shelipov, Artem Chobotar, Adrian Eichler       | SC Wiesbaden 1911 Artem Selin, Bohda Shelipov, Artem Chobotar, Adrian Eichler       | 3:22,32                                                                             | SG Essen Nina Sandrine Jazy, Julianna Dora Bocska, Rosalie Kleyboldt, Lisa Höpink   | SG Essen Nina Sandrine Jazy, Julianna Dora Bocska, Rosalie Kleyboldt, Lisa Höpink   | 3:45,71  |
| 4 × 200 m Freistil       | W98 Hannover Levin Peschlow, Markus Kriks, Sven Schwarz, Poul Zellmann              | W98 Hannover Levin Peschlow, Markus Kriks, Sven Schwarz, Poul Zellmann              | 7:23,15                                                                             | SV Nikar Heidelberg Kellie Messel, Zoe Vogelmann, Maya Werner, Marie Brockhaus      | SV Nikar Heidelberg Kellie Messel, Zoe Vogelmann, Maya Werner, Marie Brockhaus      | 8:19,42  |
| 4 × 100 m Lagen          | SC Wiesbaden 1911 Jon Kantzenbach, Urs-Laurin Bludau, Andri Kovalenko, Artem Selin  | SC Wiesbaden 1911 Jon Kantzenbach, Urs-Laurin Bludau, Andri Kovalenko, Artem Selin  | 3:48,40                                                                             | SV Nikar Heidelberg Maya Werner, Kellie Messel, Marie Brockhaus, Zoe Vogelmann      | SV Nikar Heidelberg Maya Werner, Kellie Messel, Marie Brockhaus, Zoe Vogelmann      | 4:11,89  |
| 4 × 100 m Freistil Mixed | SG Essen Benjamin Atmar, Philipp Peschke, Nina Sandrine Jazy, Lisa Höpnik           | SG Essen Benjamin Atmar, Philipp Peschke, Nina Sandrine Jazy, Lisa Höpnik           | SG Essen Benjamin Atmar, Philipp Peschke, Nina Sandrine Jazy, Lisa Höpnik           | SG Essen Benjamin Atmar, Philipp Peschke, Nina Sandrine Jazy, Lisa Höpnik           | SG Essen Benjamin Atmar, Philipp Peschke, Nina Sandrine Jazy, Lisa Höpnik           | 3:33,34  |
| 4 × 200 m Freistil Mixed | SG Essen Taras Teslenko, Philipp Peschke, Rosalie Kleyboldt, Nina Sandrine Jazy     | SG Essen Taras Teslenko, Philipp Peschke, Rosalie Kleyboldt, Nina Sandrine Jazy     | SG Essen Taras Teslenko, Philipp Peschke, Rosalie Kleyboldt, Nina Sandrine Jazy     | SG Essen Taras Teslenko, Philipp Peschke, Rosalie Kleyboldt, Nina Sandrine Jazy     | SG Essen Taras Teslenko, Philipp Peschke, Rosalie Kleyboldt, Nina Sandrine Jazy     | 7:52,29  |
| 4 × 100 m Lagen Mixed    | SC Wiesbaden 1911 Jenny Mensing, Urs-Laurin Bludau, Adrian Eichler, Julia Mrozinski | SC Wiesbaden 1911 Jenny Mensing, Urs-Laurin Bludau, Adrian Eichler, Julia Mrozinski | SC Wiesbaden 1911 Jenny Mensing, Urs-Laurin Bludau, Adrian Eichler, Julia Mrozinski | SC Wiesbaden 1911 Jenny Mensing, Urs-Laurin Bludau, Adrian Eichler, Julia Mrozinski | SC Wiesbaden 1911 Jenny Mensing, Urs-Laurin Bludau, Adrian Eichler, Julia Mrozinski | 3:57,43  |